# エマニュエル・チェクナヴォリアン
エマニュエル・チェクナヴォリアン（Emmanuel Tjeknavorian、1995年4月22日 - ）は、オーストリア出身のヴァイオリニスト、指揮者。

## 経歴
1995年、作曲家で指揮者のロリス・チェクナヴォリアンを父としてウィーンで生まれた。その後、アルメニアで育った。5歳でヴァイオリンを始め、6歳でPetros Haykazyanに師事した。
2007年にウィーンに戻り、2011年からはウィーン国立音楽大学でゲルハルト・シュルツのもとで学んだ。2012年にはユーロビジョン・ヤング・ミュージシャンズのオーストリア代表に選ばれ2位となった。2013年4月にはキース・ロックハート指揮のボストン・ポップス・オーケストラと共演し、アメリカデビューを果たした。2015年10月には同じ組み合わせでウィーンに凱旋し、Hollywood in Viennaに出演した。
2017年にはhr交響楽団やウィーン交響楽団とメンデルスゾーンのヴァイオリン協奏曲を共演した。同年には、欧州コンサートホール機構（ECHO）による2017／2018年のライジング・スターの一人に選出され、ヨーロッパ各地の著名なホールでリサイタルを開いた。
2024年からミラノ・ジュゼッペ・ヴェルディ交響楽団の音楽監督を務める。

## 受賞・栄典
- 2013年：シモン・ゴールドベルグ・コンクールで優勝。
- 2014年：フリッツ・クライスラー国際コンクールで3位。
- 2015年：シベリウス国際ヴァイオリン・コンクールで2位、ベスト・シベリウス演奏賞を獲得。

## 使用楽器
ベアーズ国際ヴァイリン協会から貸与された1698年製ストラディヴァリウスを使用している。

## 家族・親族
- 父：ロリス・チェクナヴォリアンは作曲家、指揮者。